# Denise Hilfiker-Kleiner
Denise Hilfiker-Kleiner (geboren am 25. September 1961 am Zürichsee) ist eine Schweizer Biologin und Professorin. Seit Januar 2025 ist sie Präsidentin der Medizinischen Hochschule Hannover.

## Werdegang
Hilfiker-Kleiner wurde am 25. September 1961 in der Schweiz geboren. Sie studierte an der Universität Zürich Biologie und schloss ihr Studium 1988 mit dem Diplom ab. Anschließend absolvierte sie ein Promotionsstudium an den Universitäten Zürich (CH) und Emory (USA), spezialisierte sich auf klassische und molekulare Genetik und Entwicklungsbiologie und promovierte 1994 mit der Arbeit „Analysis of the sex determination mechanism in soma and germ line of Musca domestica“. Nach der Promotion forschte Hilfiker-Kleiner zwei weitere Jahre an der Emory-Universität. 1997 nahm sie das Angebot an, an der Klinik für Kardiologie der Medizinischen Hochschule Hannover (MHH) ein neues Molekular-Labor aufzubauen. 2007 habilitierte sie sich mit dem Thema „The Role of STAT3 for adaptation at the heart to physiological and pathophysiological stress“, und 2008 wurde sie auf eine Professur für Molekulare Kardiologie an der MHH berufen.
Von 2013 bis 2020 hatte Hilfiker-Kleiner neben ihrer Tätigkeit in Forschung und Lehre zugleich das Amt der Forschungsdekanin der MHH inne. Von Januar 2021 bis Ende 2024 war sie hauptamtliche Dekanin des Fachbereichs Medizin der Philipps-Universität Marburg und dort zugleich Professorin für kardiovaskuläre Komplikationen bei onkologischen Therapien.
Seit dem 1. Januar 2025 ist sie als Nachfolgerin von Michael P. Manns Präsidentin der Medizinischen Hochschule Hannover.

## Forschung
Die Forschungsschwerpunkte von Hilfiker-Kleiner sind die molekularen Mechanismen der Herzinsuffizienz und der peripartalen Kardiomyopathie (PPCM). Insbesondere dieser schweren Herzerkrankung, die zuvor herzgesunde Frauen in den Wochen vor und nach einer Geburt betreffen kann, und der Krebs-assoziierten Kardiomyopathie widmet sich Hilfiker-Kleiner in ihrer Forschung. Dabei befasst sie sich vor allem mit der Übertragung von Ergebnissen der Laborforschung in Klinische Studien mit dem Ziel einer besseren Patientinnenversorgung. Sie entdeckte ein Verfahren zur frühzeitigen Diagnose von PPCM durch den Nachweis der microRNA miR-146a im Blut der Betroffenen. In Kooperation mit der südafrikanischen Kardiologin Karen Sliwa führte Hilfiker-Kleiner Pilotstudien mit erkrankten Frauen durch und entwickelte eine erfolgreiche Therapie der PPCM mit Bromocriptin. Über ihre Forschung hat Hilfiker-Kleiner mehr als 200 Publikationen vorgelegt.

## Ämter und Mitgliedschaften
Hilfiker-Kleiner ist seit 2018 im Vorstand der Deutschen Technion-Gesellschaft e.V. Von 2018 bis 2024 gehörte sie der Wissenschaftlichen Kommission des Wissenschaftsrates an. Im Februar 2020 wurde Hilfiker-Kleiner in den Aufsichtsrat der Charité-Universitätsmedizin Berlin berufen.

## Preise und Auszeichnungen
- 2018 Wissenschaftspreis Niedersachsen als herausragende Wissenschaftlerin einer niedersächsischen Universität[12]
- 2018 Ketty Schwartz Award of the International Society of Heart Research – European Section, Annual Meeting, Amsterdam, The Netherlands[1]
- 2018 Brutsaert Lecture, Heart Failure Association of the ESC Winter Meeting, Les Diablerets, Switzerland[1]
- 2016 ESC William Harvey Lecture of Basic Science, ESC, Rom, Italy[1]
- 2010 Olson-Gourley Lecture, Cardiomyopathy Association, UK[1]
- 2009 Arthur-Weber-Preis der Deutschen Gesellschaft für Kardiologie – Herz- und Kreislaufforschung[13]
- 2007 Sir-Hans-Krebs-Preis, Gesellschaft der Freunde der Medizinischen Hochschule Hannover e.V.[14]